# Giaveno
Javein (en italien Giaveno) est une commune italienne d'environ 16 700 habitants, située dans la ville métropolitaine de Turin, dans la région Piémont, dans le Nord-Ouest de l'Italie.

## Histoire
À partir de 1920, Joseph Marzi devient un des exploitants de carrières de meulière en France, la plus importante est celle de la Revanche dans le département des Yvelines. Il fait venir entre 1920 et 1930 des hommes de Javein. Il paie le voyage et loge les ouvriers. La villa-château, qu'il fait construire en meulière, devient le siège de son entreprise, à Trappes. Le château est démoli en 1958. En 1936, quatorze carriers et leurs familles, résident à Trappes, originaires du hameau de La Maddalena Du Javein et ses petites communes avoisinantes, y travaillent. Joseph Marzi meurt en 1953. En 1959, l'entreprise Marzi ferme ses portes : le béton et les parpaings ont vaincu meulière. On peut voir les tombes de certains de ces carriers dans le cimetière d’Élancourt (village ou la Vallée Favière),. Les descendants des premiers émigrés fondent l'amicale des originaires de la région de Javein en 1987 et renouent chaque année avec leurs racines au pays.

## Culture, Fêtes et Traditions
Sur la place de l'hôtel de ville est disposé un mascaron. Donné à la ville par Emilio Oberto en 1967, il fut sculpté à l'origine dans un bloc de travertin par Giacomo Fontana, à la demande du cardinal Maurice de Savoie, et placé en Juin 1622 dans le parc de l'abbaye de la ville.
Servant pour la fête des lumières de la ville, le mascaron a été rénové en 2018.

## Monuments et patrimoine
- Chartreuse de San Francesco
- Il Mascherone
- Église de Saint-Laurent
- Sanctuaire du hameau Selvaggio

## Personnalités liées à la commune
- Amédéo Usséglio (1911-1944), né dans la commune, au hameau de Maddalena, fusillé au fort du mont Valérien à 15 heures 22, est un Italien, soldat volontaire de l'armée française de libération (FTP-MOI / Groupe Manouchian).

## Administration
| Période                                  | Période  | Identité       | Étiquette                           | Qualité |
| ---------------------------------------- | -------- | -------------- | ----------------------------------- | ------- |
| 24-06-2024                               | En cours | Stefano Olocco | Liste civique, Lega Salvini Premier |         |
| Les données manquantes sont à compléter. |          |                |                                     |         |

### Hameaux
Alpe Colombino, Buffa, Chiarmetta, Colpastore, Dalmassi, Maddalena, Mollar dei Franchi, Pontepietra, Provonda, Ruata Sangone, Sala, Selvaggio, Villa.

### Communes limitrophes
Veillane, Valjoie, Couasse, Trane, Pérouse, Cumiane, Pinache.

## Notes et références

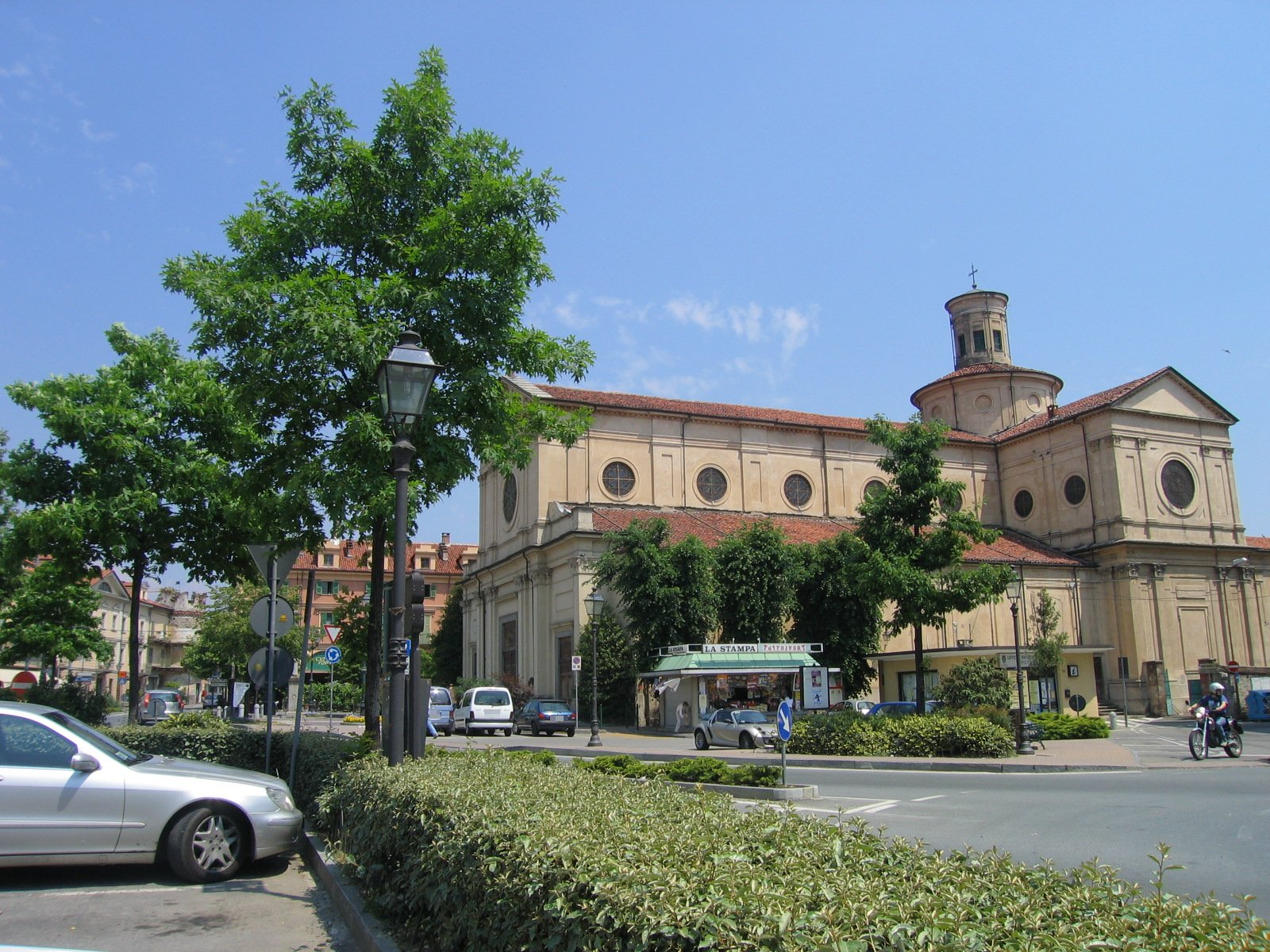
Église de Saint Laurent

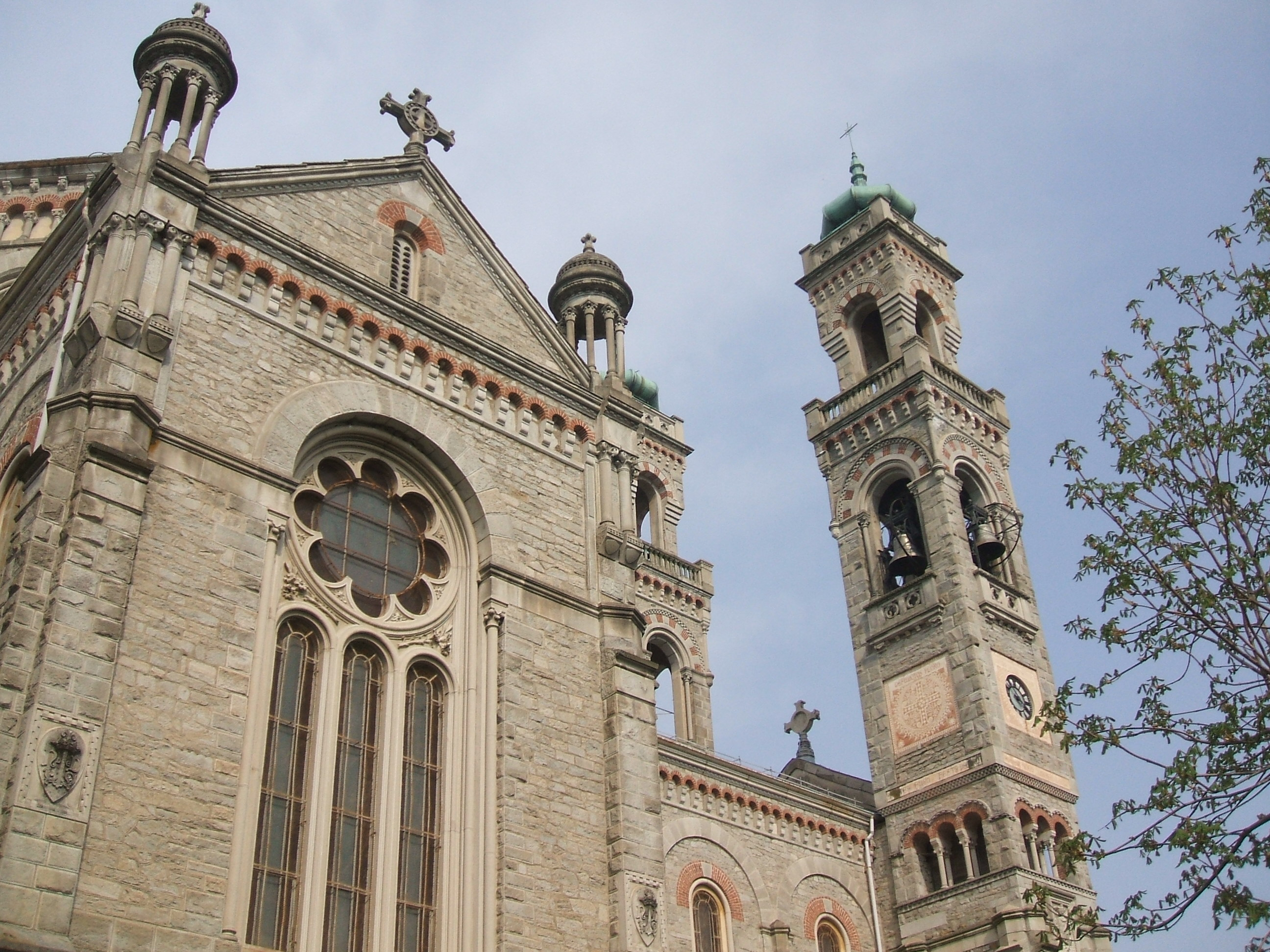
Sanctuaire de Notre-Dame de Lourdes dans le hameau de Selvaggio

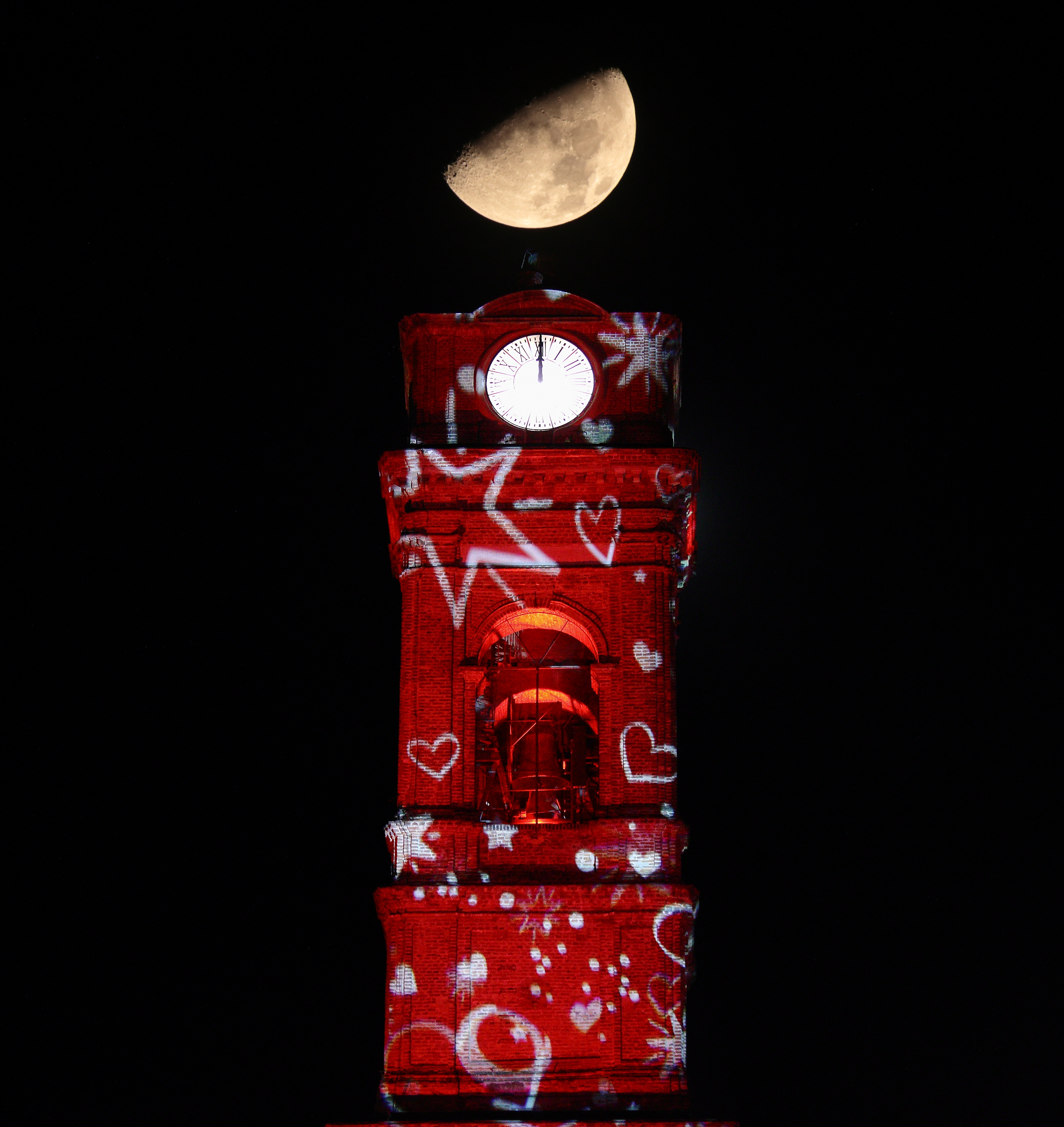
La Tour de l'Horloge pendant la Saint-Valentin

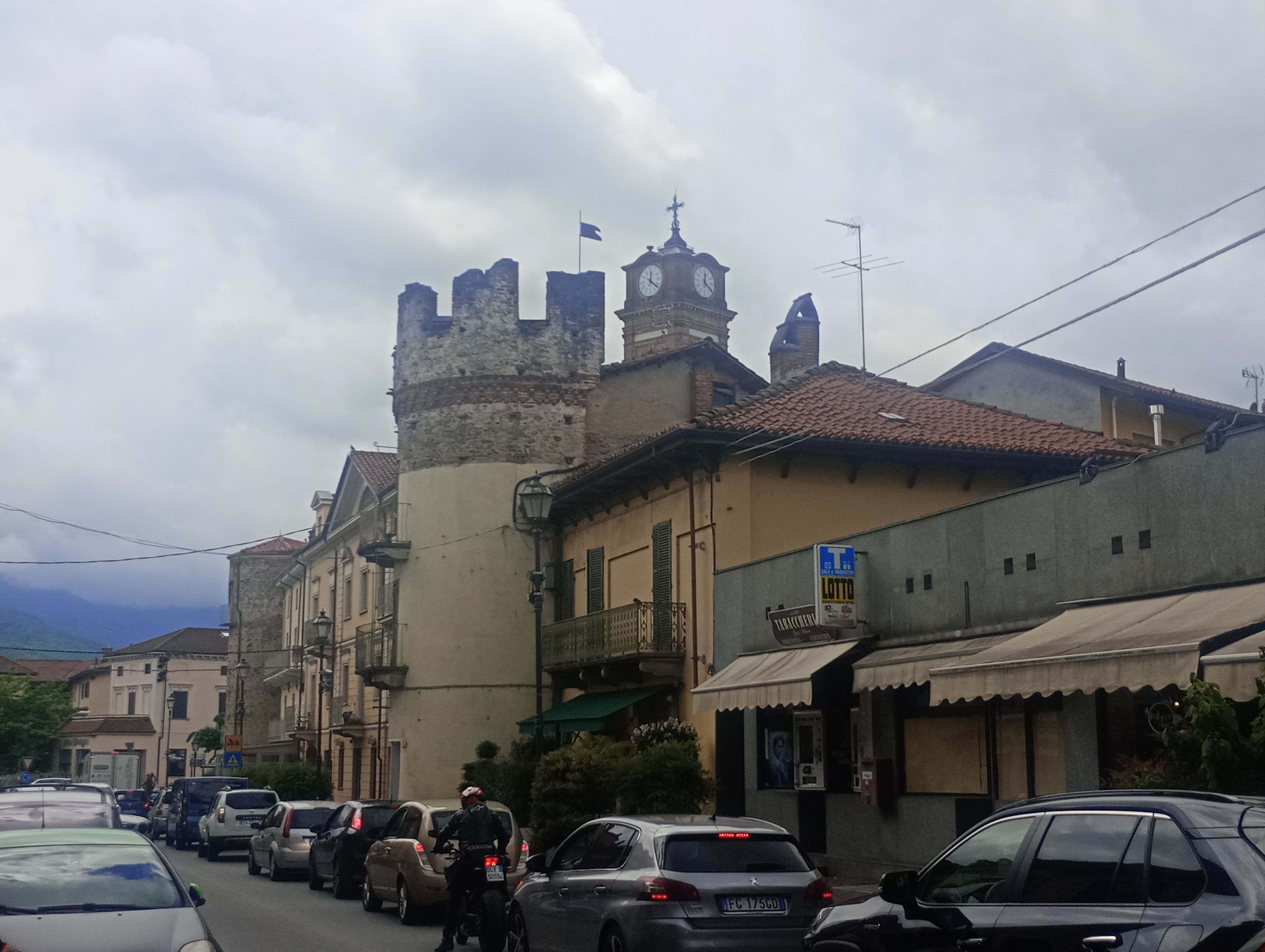
La Ville, Rue Rome

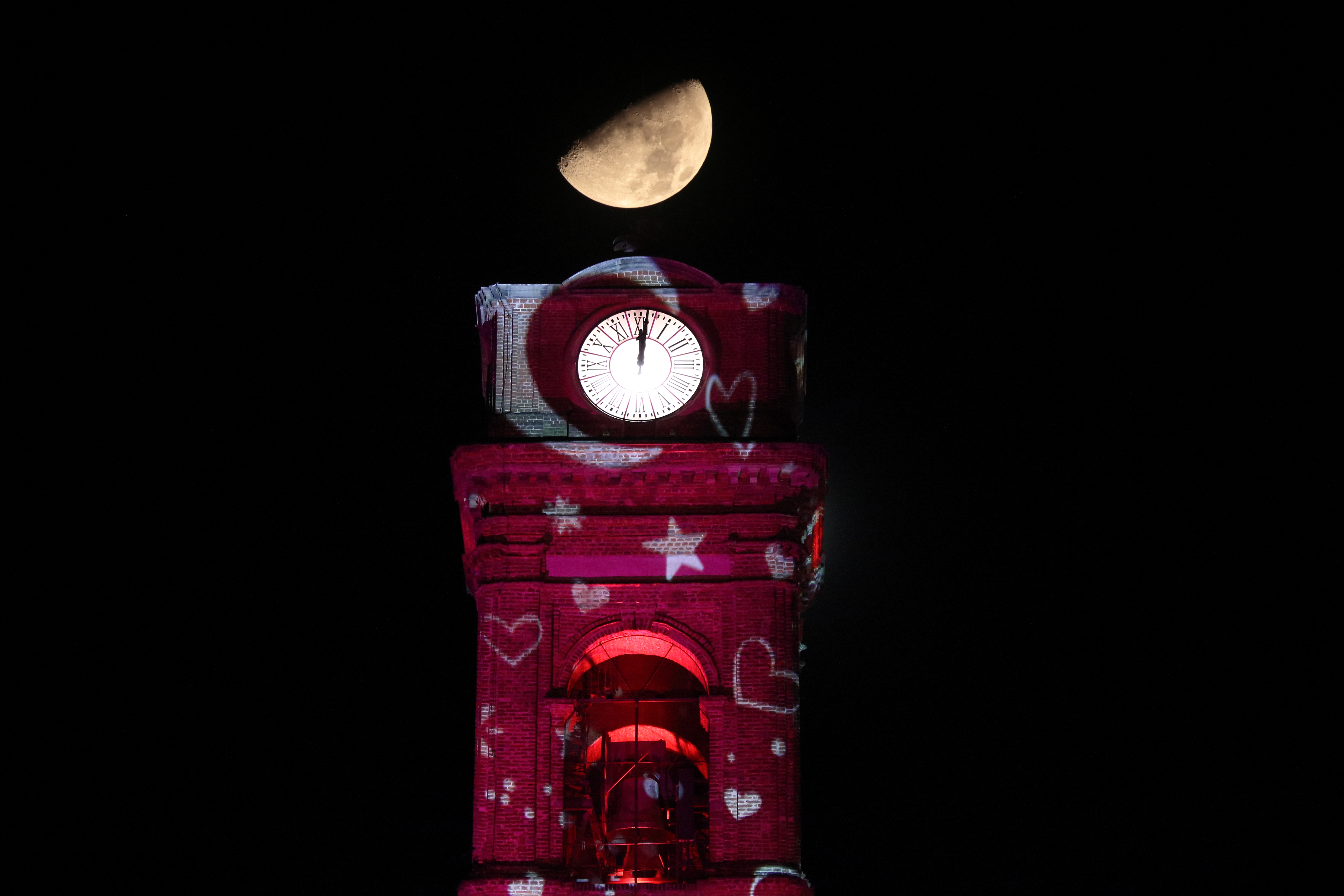
La Tour de l'Horloge pendant la Saint-Valentin

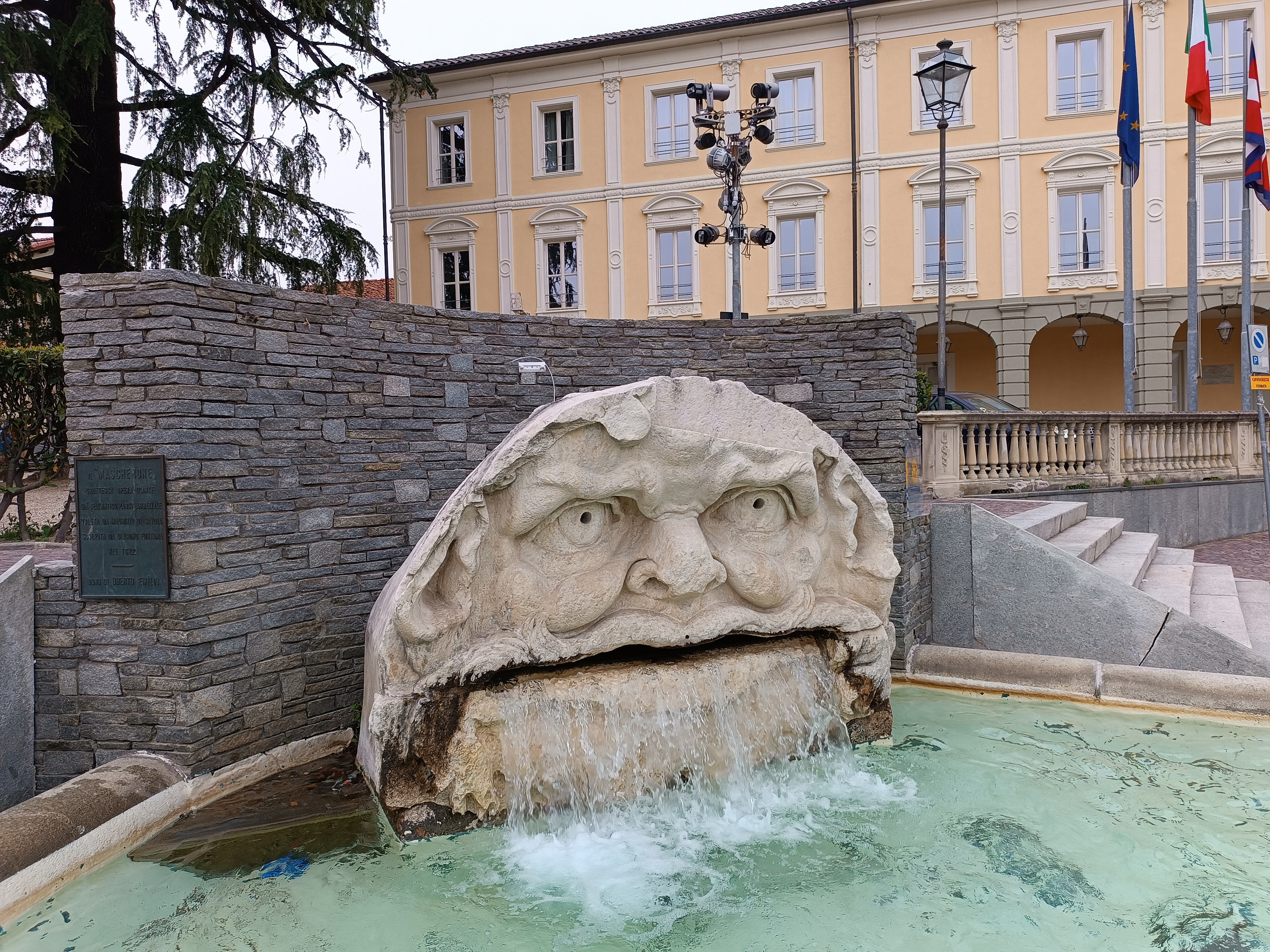
La fontaine du Mascherone

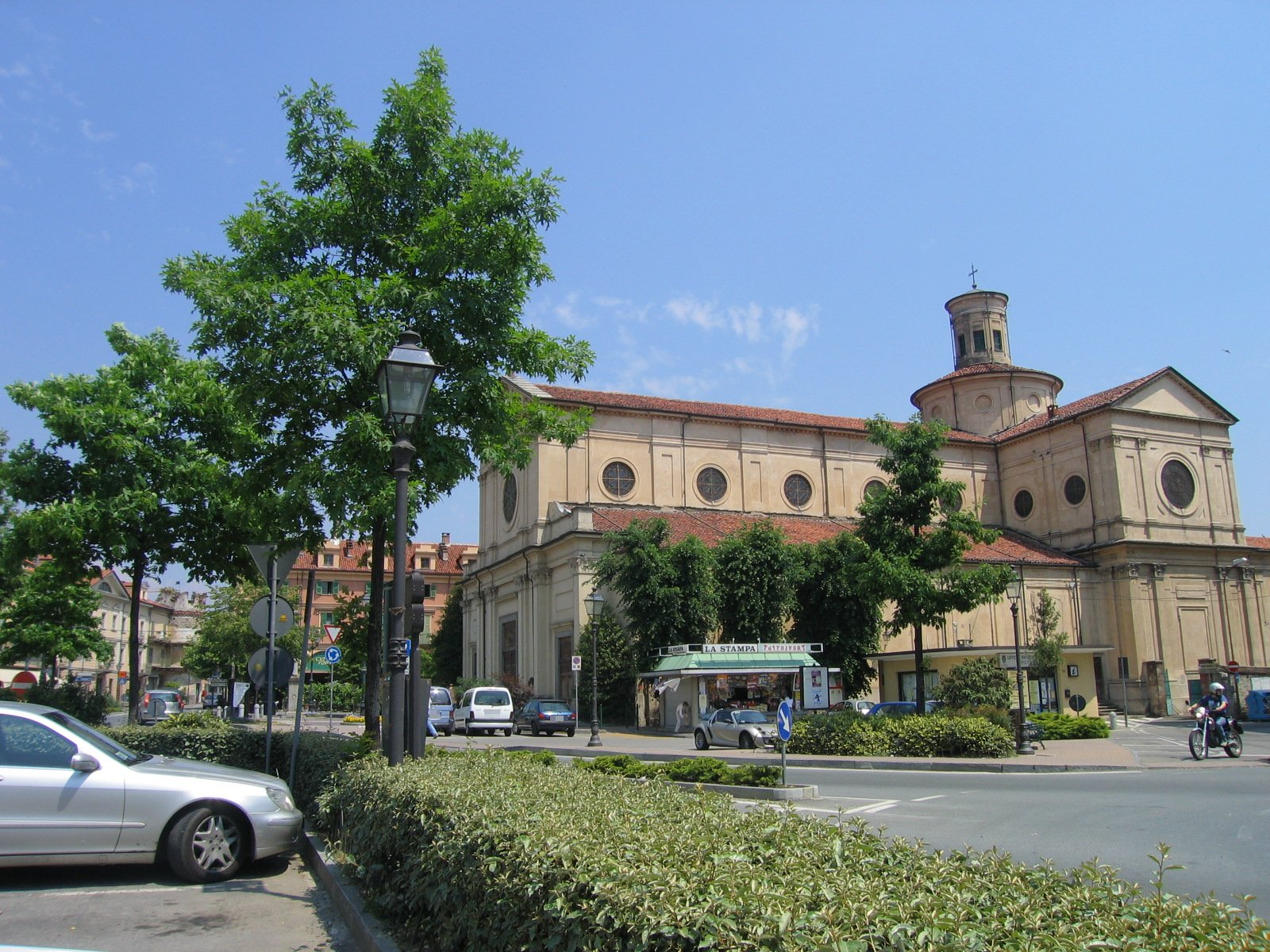

### Jumelages
- Brinkmann (Argentine)
- Chevreuse (France)
- Novska (Croatie)
- Saint-Jean-de-Maurienne (France) depuis 2013